# For Scent-imental Reasons
For Scent-imental Reasons é um filme de animação em curta-metragem estadunidense de 1949 dirigido e escrito por Chuck Jones. Venceu o Oscar de melhor curta-metragem de animação na edição de 1950.